# Generalporočnik
Generalporočnik je generalski vojaški čin, ki ne obstaja v Slovenski vojski.
| Vojaški čini        |          |                            |
| Nižji: Generalmajor | Generali | Višji: Generalpodpolkovnik |